# Adam Rose
Pour l'acteur du même nom, voir Adam Rose (acteur)
Ray Leppan (né le 20 juillet 1979 à Johannesbourg, en Afrique du Sud) est un catcheur sud-africain. Il est notamment connu pour son travail à la World Wrestling Entertainment ou il travaillera jusqu'en 2016 sous le nom d'Adam Rose.

## Carrière

### Afrique du Sud (1998-2010)
Il a lutté de nombreuses années dans son pays d'origine, l'Afrique du Sud, sous le nom de Dameon Duke.

### World Wrestling Entertainment (2010-2016)

#### Florida Championship Wrestling (2010-2012)
Le 25 février, il fait ses débuts sous le nom de Leo Kruger en perdant contre Curt Hawkins. Lors du FCW du 19 février 2012, il perd contre Mike Dalton où le titre Heavyweight n'était pas en jeu. Lors du FCW du 19 février, il perd le FCW Florida Heavyweight Championship contre Mike Dalton. Lors du FCW du 11 mars, il bat Mike Dalton et remporte pour la deuxième fois le FCW Florida Heavyweight Championship. Le même soir, il perd son FCW Florida Heavyweight Championship contre Seth Rollins. Lors du FCW du 1er avril, il gagne contre Mike Dalton dans un #1 Contender Match pour le FCW Florida Heavyweight Championship. Le même soir, il perd contre le champion, Seth Rollins. Lors du FCW du 6 mai 2012, il gagne avec Brad Maddox contre Mike Dalton et Jason Jordan. Lors du FCW du 20 mai, il perd contre Bo Rotundo. Lors du FCW du 27 mai, il bat Aiden English. Lors du FCW du 3 juin, il bat Jason Jordan. Lors du FCW du 1er juillet 2012, il perd contre Seth Rollins, Bo Dallas et Kassius Ohno dans un Fatal-4-Way Match pour le FCW Florida Heavyweight Championship.

#### NXT Wrestling (2012-2014)
Il fait ses débuts en battant Aiden English le 30 juin 2012. Lors du 18 juillet, il gagne contre Richie Steamboat. Lors du 1er août, il perd contre Richie Steamboat et ne se qualifie pas pour le Gold Rush NXT Championship.
Lors de WWE NXT du 5 septembre,il gagne contre Percy Watson et change de gimmick. Lors de WWE NXT du 26 septembre, il bat Jake Carter. Lors de NXT du 30 janvier, lui et Kassius Ohno battent Alex Riley et Derrick Bateman dans le premier tour du tournoi pour les WWE NXT Tag Team Championship. Lors du NXT du 6 février, il perd avec Kassius Ohno contre British Ambition en demi finale du tournoi pour les WWE NXT Tag Team Championship. Lors de NXT du 27 février, il perd contre Justin Gabriel. Lors de NXT du 6 mars, il bat Yoshi Tatsu. Lors de NXT du 20 mars,il gagne contre Justin Gabriel. Lors de NXT du 17 avril, il gagne contre Justin Gabriel.

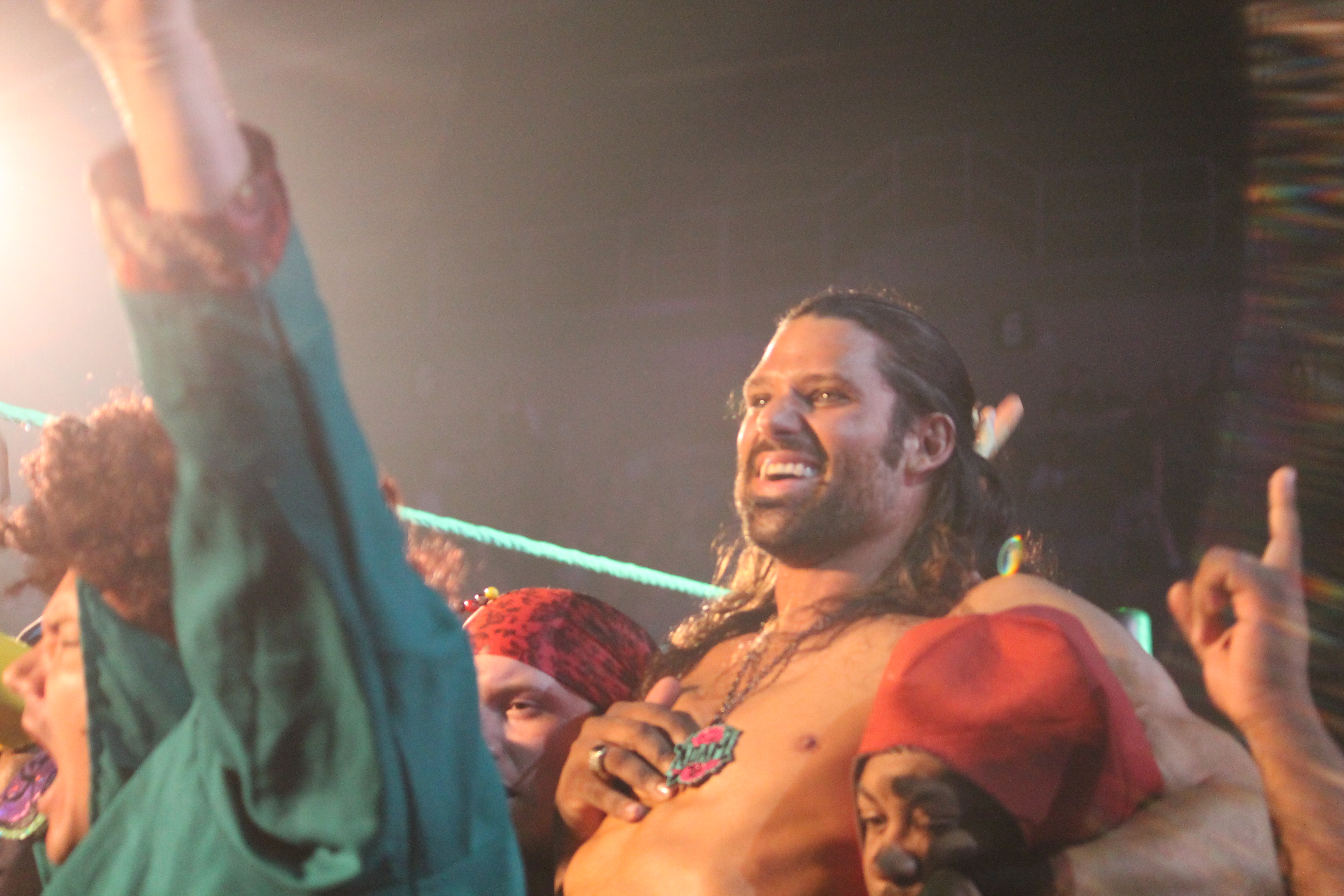
Adam Rose en 2014

Le 10 juillet à NXT, il gagne contre Sami Zayn. Le 17 juillet à NXT, il gagne contre Antonio Cesaro dans un Triple Threat Match qui comprenait également Sami Zayn et il devient le challenger au NXT Championship. Lors de NXT du 31 juillet, il gagne avec Antonio Cesaro contre Bo Dallas et Sami Zayn. Lors de NXT du 18 décembre, il perd avec Antonio Cesaro contre Tyson Kidd et Sami Zayn. Lors du NXT du 25 décembre, il perd contre Sami Zayn.
Il fait son retour à NXT le 6 mars sous un nouveau gimmick et change son nom pour celui de Adam Rose puis il bat Wesley Blake. Le 10 avril à NXT, il bat Danny Burch. Le 1er mai à NXT, il bat Danny Burch. Le 22 mai à NXT, il bat Camacho. Le 29 mai NXT Takeover, il bat Camacho.[réf. nécessaire]

#### The Exotic Express (2014-2015)

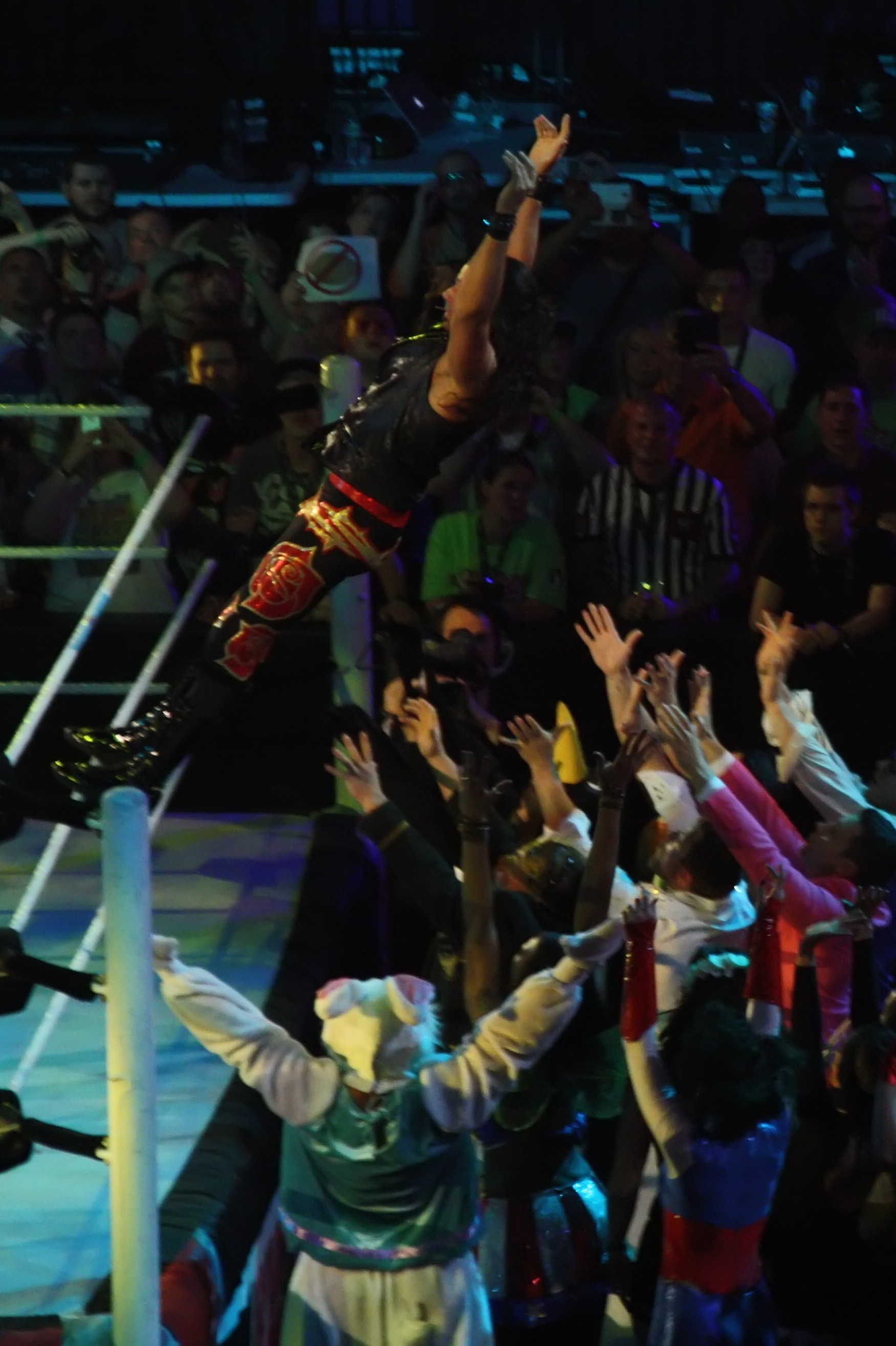
Adam Rose pendant son entrée en 2014

Il a fait ses débuts lors de RAW du 5 mai 2014 en attaquant Jack Swagger. Le 2 juin à RAW, il bat Jack Swagger. Durant tout le mois de juin, Adam Rose vient narguer Jack Swagger pendant les combats de ce dernier et a de nombreuses confrontations avec lui. Il effectue toutes ses entrées avec des personnages déguisés qu'il nomme les Rosebuds.
Lors de Money in the Bank, il bat Damien Sandow. Il bat Fandango lors de Battleground. Il effectue un heel turn au fur et à mesure des semaines en attaquant un de ses compagnons : The Bunny (un personnage avec un costume de lapin). Lors de Survivor Series, lui et The Bunny battent Heath Slater et Titus O'Neil. Son personnage est peu à peu abandonné de fin 2014 jusqu'en septembre 2015. Il fait seulement quelques apparitions dans les shows principaux.

#### The Party Pooper (2015)
Le 16 septembre 2015 à NXT, il apparaît avec un nouveau personnage de "Party Pooper". Il se fait attaquer par Bull Dempsey quelques minutes après son entrée.

#### The Social Outcasts et Licenciement (2016)
Lors du RAW du 4 janvier, il accompagne Heath Slater pendant son match face à Dolph Ziggler en compagnie de Bo Dallas et Curtis Axel. Le nom de leur groupe est "Social Outcasts".
Lors du 23 mai, ayant des déboires avec la justice, il se fait licencier par la compagnie.

## Palmarès
- Atomic Wrestling Entertainment
  - 1 fois AWE Heavyweight Champion[20]
- Blue Water Championship Wrestling
  - 1 fois BWCW Heavyweight Champion[21]
- Championship International Wrestling
  - 1 fois CIW Heavyweight Champion[22]
- Florida Championship Wrestling
  - 2 fois FCW Florida Heavyweight Champion [23]
  - FCW Super Eight Elimination Tournament (2011)
- World Wrestling Professionals
  - 1 fois WWP World Heavyweight Champion

## Récompenses de magazines
- Pro Wrestling Illustrated

| Année | 2010 | 2011       | 2012 | 2013 | 2014 | 2015 |
| ----- | ---- | ---------- | ---- | ---- | ---- | ---- |
| Rang  | 342  | Non classé | 77   | 117  | 144  | 187  |